# 231e division d'infanterie
La  231e division d'infanterie (en allemand : 231. Infanterie-Division ou 231. ID) est une des divisions d'infanterie de l'armée allemande (Wehrmacht) durant la Seconde Guerre mondiale.

## Historique
La 231. Infanterie-Division est formée le 26 août 1939 à Nuremberg dans le Wehrkreis XIII avec du personnel de la Landwehr en tant qu'élément de la 3. Welle (3e vague de mobilisation).
Elle fait partie de la réserve de la 1. Armee au sein de l'Heeresgruppe C lors de l'invasion de la Pologne et est dissoute en août 1940 après la bataille de France sans avoir participé à des combats.

## Organisation

### Commandants
| Date                             | Grade           | Commandant     |
| -------------------------------- | --------------- | -------------- |
| 1er septembre 1939 - 2 août 1940 | Generalleutnant | Hans Schönhärl |

## Théâtres d'opérations
- Allemagne : septembre 1939 - novembre 1939
- Pologne : novembre 1939 - juin 1940
- Allemagne : juin 1940 - août 1940

## Ordres de bataille
- Infanterie-Regiment 302
- Infanterie-Regiment 319
- Infanterie-Regiment 342
- Artillerie-Regiment 231
- Pionier-Bataillon 231
- Feldersatz-Bataillon 231
- Panzerabwehr-Abteilung 231
- Aufklärungs-Abteilung 231
- Infanterie-Divisions-Nachrichten-Abteilung 231
- Infanterie-Divisions-Nachschubführer 231